# Radial Maze

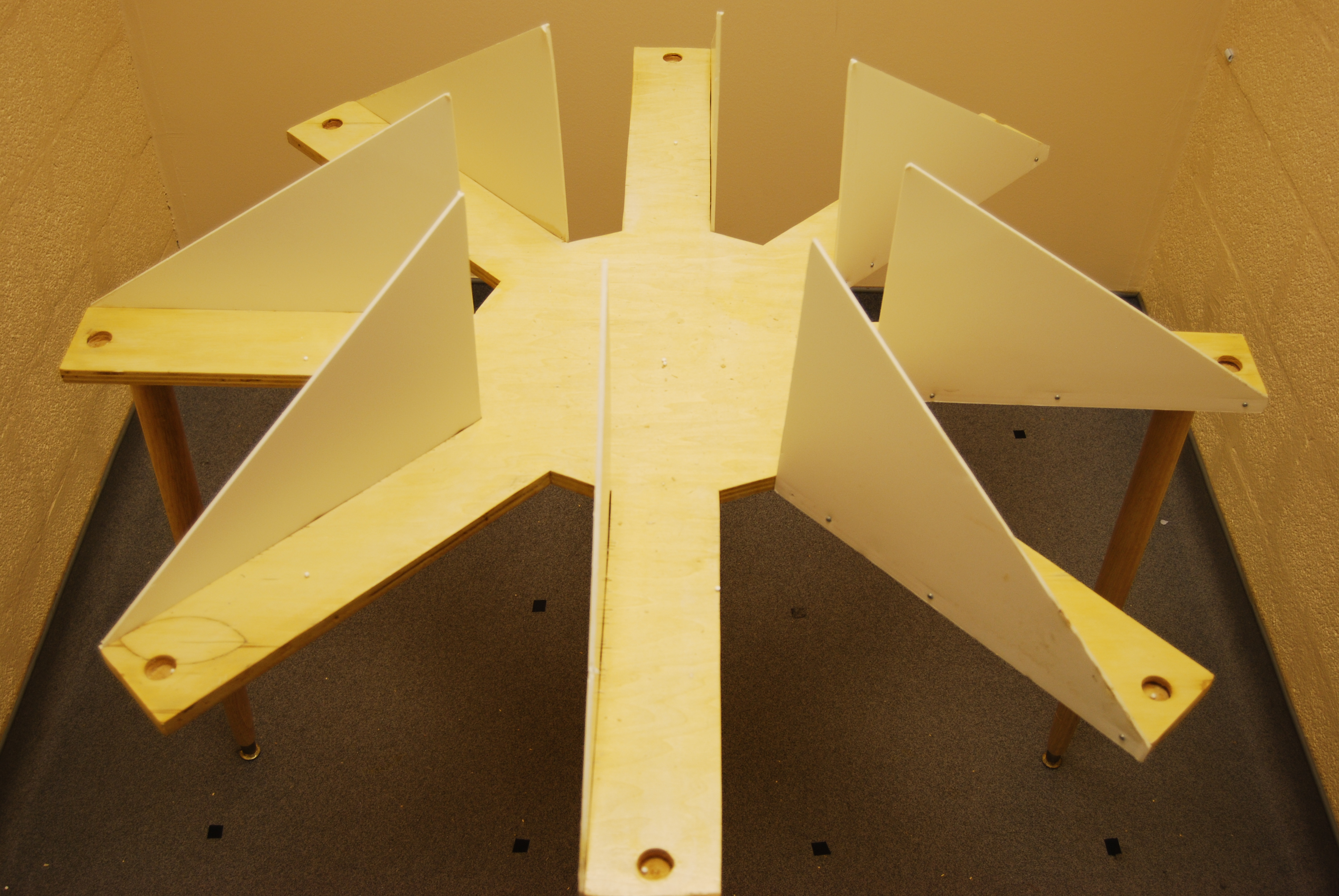
Radial Maze

Als Radial Maze (auch: Radialarmlabyrinth) wird eine Versuchsanordnung für Lernversuche mit Tieren bezeichnet, die einem Irrgarten (engl.: maze) nachempfunden ist.

## Überblick
Die Anordnung besteht aus einem meist achtarmigen strahlenförmigen Brett, an dessen Enden sich in manchen Armen Futter befindet. Das Testtier wird darauf trainiert, dass sich immer im selben Arm Futter befindet. Aus der Zahl der Testläufe bis zum Erreichen größtmöglicher Zuverlässigkeit beim Erzielen des vorgegebenen Verhaltens können zum Beispiel durch Vergleich unterschiedlicher Zuchtlinien Rückschlüsse auf die Vererbbarkeit von Lernverhalten gezogen werden.
Der Lernerfolg in diesem Test ist abhängig von der Größe eines Teils der Moosfaserprojektion im Hippocampus.